# NGC 4023
NGC 4023 је спирална галаксија у сазвежђу Береникина коса која се налази на NGC листи објеката дубоког неба.
Деклинација објекта је + 24° 59' 21" а ректасцензија 11h 59m 5,3s. Привидна величина (магнитуда) објекта NGC 4023 износи 13,7 а фотографска магнитуда 14,6. NGC 4023 је још познат и под ознакама UGC 6977, MCG 4-28-113, CGCG 127-127, PGC 37732.